# Phi2 Lupi
Título a ser usado para criar uma ligação interna é Phi2 Lupi.
Phi2 Lupi (92 Lupi) é uma estrela na direção da constelação de Lupus. Possui uma ascensão reta de 15h 23m 09.36s e uma declinação de −36° 51′ 30.4″. Sua magnitude aparente é igual a 4.54. Considerando sua distância de 606 anos-luz em relação à Terra, sua magnitude absoluta é igual a −1.81. Pertence à classe espectral B4V.